# Мессіна (провінція)
Провінція Мессіна (італ. Provincia Regionale di Messina) — колишня провінція в Італії, у регіоні Сицилія. З 7 серпня 2015 року замінена метрополійним містом Мессіна
Площа провінції — 3 247 км², населення — 650 241 осіб.
Столицею провінції було місто Мессіна.

## Географія
Провінція межувала на заході з провінцією Палермо, на півдні з провінцією Енна і провінцією Катанія.

## Основні муніципалітети
Найбільші за кількістю мешканців муніципалітети (ISTAT):
- Мессіна — 245.159 осіб

Cartina della provincia con rappresentati i confini comunali

- Барчеллона-Поццо-ді-Готто — 41.014 осіб
- Мілаццо — 32.950 осіб
- Патті — 13.391 осіб
- Сант'Агата-ді-Мілітелло — 13.053 осіб
- Капо-д'Орландо — 13.024 осіб
- Таорміна — 11.026 осіб
- Ліпарі — 10.894 осіб
- Джардіні-Наксос — 9.152 осіб